# Campionati europei di atletica leggera indoor 2011 - 800 metri piani femminili
La gara si è svolta dal 4 al 6 marzo 2011.

## Podio
| #       | Atleta           | Nazionalità | Tempo   | Note |
| ------- | ---------------- | ----------- | ------- | ---- |
| Oro     | Jennifer Meadows | Regno Unito | 2'00"50 |      |
| Argento | Linda Marguet    | Francia     | 2'01"61 |      |
| Bronzo  | Marilyn Okoro    | Regno Unito | 2'02"46 |      |

## Record
Prima di questa competizione, il record del mondo (RM), il record europeo (EU) ed il record dei campionati (RC) sono i seguenti:
| Record                | Prestazione | Atleta                  | Data                         | Competizione                                       |
| --------------------- | ----------- | ----------------------- | ---------------------------- | -------------------------------------------------- |
| Record mondiale       | 1'55"82     | Jolanda Čeplak Slovenia | 3 marzo 2002 Vienna, Austria | Campionati europei di atletica leggera indoor 2002 |
| Record europeo        | 1'55"82     | Jolanda Čeplak Slovenia | 3 marzo 2002 Vienna, Austria | Campionati europei di atletica leggera indoor 2002 |
| Record dei campionati | 1'55"82     | Jolanda Čeplak Slovenia | 3 marzo 2002 Vienna, Austria | Campionati europei di atletica leggera indoor 2002 |

## Risultati

### Primo turno
Le prime 2 di ogni batteria e i 4 migliori tempi si qualificano per le semifinali.

#### Batteria 1
| Pos. | Corsia | Nome              | Nazione     | Tempo   | Note     |
| ---- | ------ | ----------------- | ----------- | ------- | -------- |
| 1    | 6      | Tat'jana Palienko | Russia      | 2'03"24 | Q        |
| 2    | 4      | Egle Balciunaite  | Lituania    | 2'03"74 | Q        |
| 3    | 1      | Marilyn Okoro     | Regno Unito | 2'03"86 | q        |
| 4    | 3      | Teodora Kolarova  | Bulgaria    | 2'08"21 |          |
| 5    | 2      | Luiza Gega        | Albania     | 2'08"75 |          |
|      | 5      | Merve Aydın       | Turchia     |         | ritirata |

#### Batteria 2
| Pos. | Corsia | Nome                   | Nazione | Tempo   | Note                                     |
| ---- | ------ | ---------------------- | ------- | ------- | ---------------------------------------- |
| 1    | 5      | Evgenija Zinurova      | Russia  | 2'01"07 | Q                                        |
| 2    | 6      | Linda Marguet          | Francia | 2'02"21 | Q                                        |
| 3    | 2      | Yeliz Kurt             | Turchia | 2'03"02 | q                                        |
| 4    | 4      | Eléni Filándra         | Grecia  | 2'03"89 | Miglior prestazione personale stagionale |
| 5    | 3      | Margarita Fuentes-Pila | Spagna  | 2'09"15 |                                          |

#### Batteria 3
| Pos. | Corsia | Nome            | Nazione   | Tempo   | Note |
| ---- | ------ | --------------- | --------- | ------- | ---- |
| 1    | 4      | Julija Rusanova | Russia    | 2'05"17 | Q    |
| 2    | 3      | Lilija Lobanova | Ucraina   | 2'05"41 | Q    |
| 3    | 2      | Lenka Masná     | Rep. Ceca | 2'06"65 |      |
| 4    | 6      | Mihaela Nunu    | Romania   | 2'06"67 |      |
| 5    | 5      | Suvi Selvenius  | Finlandia | 2'10"88 |      |

#### Batteria 4
| Pos. | Corsia | Nome             | Nazione     | Tempo   | Note     |
| ---- | ------ | ---------------- | ----------- | ------- | -------- |
| 1    | 3      | Jennifer Meadows | Regno Unito | 2'02"96 | Q        |
| 2    | 4      | Tetjana Petljuk  | Ucraina     | 2'03"02 | Q        |
| 3    | 5      | Elián Périz      | Spagna      | 2'03"56 | q        |
| 4    | 2      | Jana Hartmann    | Germania    | 2'03"58 | q        |
|      | 6      | Mirela Lavric    | Romania     |         | ritirata |

### Semifinali
Le prime 3 di ogni batteria si qualificano alla finale.

#### Semifinale 1
| Pos. | Corsia | Nome              | Nazione     | Tempo   | Note                          |
| ---- | ------ | ----------------- | ----------- | ------- | ----------------------------- |
| 1    | 5      | Egle Balciunaite  | Lituania    | 2'02"44 | Q                             |
| 2    | 4      | Julija Rusanova   | Russia      | 2'02"48 | Q                             |
| 3    | 1      | Marilyn Okoro     | Regno Unito | 2'02"65 | Q                             |
| 4    | 2      | Lilija Lobanova   | Ucraina     | 2'02"67 |                               |
| 5    | 6      | Elián Périz       | Spagna      | 2'03"31 | Miglior prestazione personale |
| 6    | 3      | Tat'jana Palienko | Russia      | 2'03"41 |                               |

#### Semifinale 2
| Pos. | Corsia | Nome              | Nazione     | Tempo   | Note |
| ---- | ------ | ----------------- | ----------- | ------- | ---- |
| 1    | 5      | Jennifer Meadows  | Regno Unito | 2'00"65 | Q    |
| 2    | 4      | Evgenija Zinurova | Russia      | 2'00"93 | Q    |
| 3    | 6      | Linda Marguet     | Francia     | 2'01"32 | Q    |
| 4    | 3      | Tetjana Petljuk   | Ucraina     | 2'02"19 |      |
| 5    | 2      | Jana Hartmann     | Germania    | 2'02"65 |      |
| 6    | 1      | Yeliz Kurt        | Turchia     | 2'03"32 |      |

### Finale
| Pos. | Corsia | Nome              | Nazione     | Tempo   | Note                                     |
| ---- | ------ | ----------------- | ----------- | ------- | ---------------------------------------- |
| 1    | 4      | Jennifer Meadows  | Regno Unito | 2'00"50 |                                          |
| 2    | 6      | Linda Marguet     | Francia     | 2'01"61 |                                          |
| 3    | 1      | Marilyn Okoro     | Regno Unito | 2'02"46 | Miglior prestazione personale stagionale |
| 4    | 2      | Egle Balciunaite  | Lituania    | 2'04"86 |                                          |
| dq   | 4      | Evgenija Zinurova | Russia      | 2'00"19 |                                          |
| dq   | 3      | Julija Rusanova   | Russia      | 2'00"80 |                                          |